# Verville VCP
El Verville VCP fue un avión de caza biplano monomotor estadounidense de los años 20 del siglo XX. Fue construido un solo ejemplar del VCP-1 para la División de Ingeniería del Servicio Aéreo del Ejército de los Estados Unidos, que más tarde fue reconstruido como un exitoso avión de carreras, mientras que un segundo caza modificado fue construido como PW-1.

## Diseño y desarrollo

### VCP-1
En 1918, Virginius E. Clark, encargado de la sección de Diseño de Aviones de la División de Ingeniería del Servicio Aéreo del Ejército de los Estados Unidos y Alfred V. Verville, que se había unido recientemente a la División de Ingeniería desde la industria privada, comenzaron a diseñar un caza monoplaza (conocido como avión "de persecución" por el Ejército de los Estados Unidos), el VCP-1 (Verville-Clark Pursuit).
Partiendo de la experiencia de los SPAD S.XIII franceses y propios, se deseaba realizar un caza más pulcro y más maniobrable. El VCP-1 estaba propulsado por un motor V-8 Hispano-Suiza 8 de 220 kW (300 hp) y tenía alas biplano trapezoidales monovano. El fuselaje era una estructura monocasco construida de contrachapado, mientras que las alas eran de construcción en madera y tela. El motor era refrigerado por un radiador anular poco usual.
Fueron construidos dos aparatos, pero solo uno fue volado, realizando su primer vuelo el 11 de junio de 1920. El avión mostró buenas prestaciones, alcanzando los 251 km/h, pero el radical radiador anular resultó ineficaz, teniendo que ser reemplazado por una unidad más convencional. A causa de sus prestaciones, se decidió modificar el VCP-1 como avión de carreras, reemplazando el motor Wright-Hispano por un motor V-12 Packard 1A-2025 de 490 kW (660 hp), convirtiéndose en el VCP-R (reconstruido más tarde de nuevo como Verville R-1 Racer).

### PW-1
En 1920 se iniciaron los trabajos para desarrollar dos nuevos cazas basados en el VCP-1, presentando un fuselaje de tubos de acero recubiertos de tela de más fácil fabricación, en lugar del monocasco de contrachapado del VCP-1. El avión retenía las alas trapezoidales del VCP-1 y estaba propulsado por un motor Packard 1A-1237 de 260 kW (350 hp), refrigerado por un radiador de estilo túnel localizado bajo el motor.
El nuevo diseño fue conocido inicialmente como VCP-2, pero pronto fue redesignado como PW-1 (Pursuit, Water-Cooled (Persecución, Refrigerado por Agua)) en el nuevo sistema de designación del Servicio Aéreo del Ejército de los Estados Unidos. El primer avión fue usado para realizar pruebas estáticas, mientras que el segundo prototipo voló en noviembre de 1921, alcanzando la velocidad de 235 km/h. Más tarde ese año, fue reconstruido con un nuevo juego de alas rectangulares usando un perfil estrecho de estilo Fokker, convirtiéndose en el PW-1A, pero las prestaciones se redujeron, y el avión fue reequipado con sus alas originales, volviendo a la designación PW-1.
Si bien se prepararon planes de versiones más potentes con alas revisadas, no se inició la producción.

## Historia operacional
El VCP-R realizó su estreno en carreras en la Gordon Bennett Cup de 1920 celebrada en Étampes, cerca de París, el 28 de septiembre. Sin embargo, su radiador demostró ser insuficiente para el potente motor Packard de alta compresión, y se retiró tras la primera vuelta. Fue devuelto a los Estados Unidos y rápidamente modificado con un radiador mayor para participar en la carrera aérea del Pulitzer Trophy, celebrada en Mineola (Nueva York), el 25 de noviembre del mismo año. Esta vez tuvo éxito, ganando la carrera con una velocidad de 251,9 km/h.
Las Fuerzas Armadas de los Estados Unidos no compitieron en la carrera del Pulitzer Trophy de 1921, pero, para la carrera de 1922, el VCP-R fue equipado con una cola revisada, convirtiéndose en el R-1. Acabó en sexto lugar con una velocidad de 288 km/h.

## Variantes
VCP-1
Caza biplano monoplaza, propulsado por un motor Wright-Hispano de 300 hp. Dos construidos, uno en vuelo.
VCP-R
Modificación del VCP-1 para realizar carreras aéreas, con motor Packard 1A-2025 de 660 hp, y capaz de alcanzar una velocidad de 285 km/h.
R-1
Modificación del VCP-R para participar en la carrera del Pulitzer Trophy de 1922. Velocidad máxima de 299 km/h.
PW-1
Avión de caza modificado con fuselaje de tubos de acero y motor Packard 1A-1237 de 250 hp. Dos construidos, pero solo voló uno.
PW-1A
PW-1 equipado con nuevas alas de estilo Fokker. Velocidad reducida a 216 km/h.

## Operadores
Estados Unidos
- Servicio Aéreo del Ejército de los Estados Unidos

## Especificaciones (PW-1)
Referencia datos: The American Fighter

### Características generales
- Tripulación: Uno (piloto)
- Longitud: 6,9 m (22,5 ft)
- Envergadura: 9,8 m (32 ft)
- Altura: 2,5 m (8,3 ft)
- Superficie alar: 25 m² (269,1 ft²)
- Peso vacío: 938 kg (2067,4 lb)
- Peso cargado: 1363 kg (3004,1 lb)
- Planta motriz: 1× motor lineal V-12 refrigerado por agua Packard 1A-1237.
  - Potencia: 260 kW (358 HP; 354 CV)

### Rendimiento
- Velocidad nunca excedida (Vne): 235 km/h (146 MPH; 127 kt) a nivel del mar
- Velocidad crucero (Vc): 212 km/h (132 MPH; 114 kt)
- Alcance: 2 h 30 min
- Techo de vuelo: 5900 m (19 357 ft)
- Tiempo a altitud: 11 minutos a 3050 m (10 000 pies)

## Aeronaves relacionadas

### Secuencias de designación
- Secuencia PW-_ (Aviones de Caza (Persecución, refrigerado por Agua) del USAAS, 1919-24): PW-1 - PW-2 - PW-3 - PW-4  →